# Griphotherion
Griphotherion es un género extinto de mamífero notoungulado que vivió durante el Eoceno de Argentina. Un esqueleto fósil fue hallado en la Formación Lumbrera Inferior y fue descrito en 2011 como el holotipo de la especie tipo y única conocida G. peiranoi. Griphotherion es un pequeño notoungulado parecido a un roedor que recuerda a los miembros de las familias Archaeohyracidae, Hegetotheriidae y Mesotheriidae. Tiene muchos rasgos que no se conocen en otros notoungulados, razón por la cual no ha sido situado en ninguna familia de notoungulados.